# AJS Monéghetti
Association Jeunesse et Sport des Monéghetti, of AJS Monéghetti, is een Monegaskische voetbalclub uit La Condamine. De club speelt haar wedstrijden in het Stade des Monéghetti. De clubkleuren zijn blauw en geel. De club staat in Frankrijk en Monaco bekend om zijn goede futsalafdeling en de bijbehorende jeugdopleiding op het gebied van zaalvoetbal.
De Monegaskische club en AS Monaco werken samen op het gebied van advies, begeleiding van jeugdige supporters (Les Bulls Monaco) en het helpen bij de kaartverkoop.

## Erelijst
Monegaskisch landskampioenschap (2x)
2002, 2003 (gedeeld met MCCC)
Monegaskische Beker
Runner-up: 2002, 2003